# Mine d'Aidu
La mine d'Aidu est une mine à ciel ouvert de schiste bitumineux située en Estonie.